# 走査型電子顕微鏡

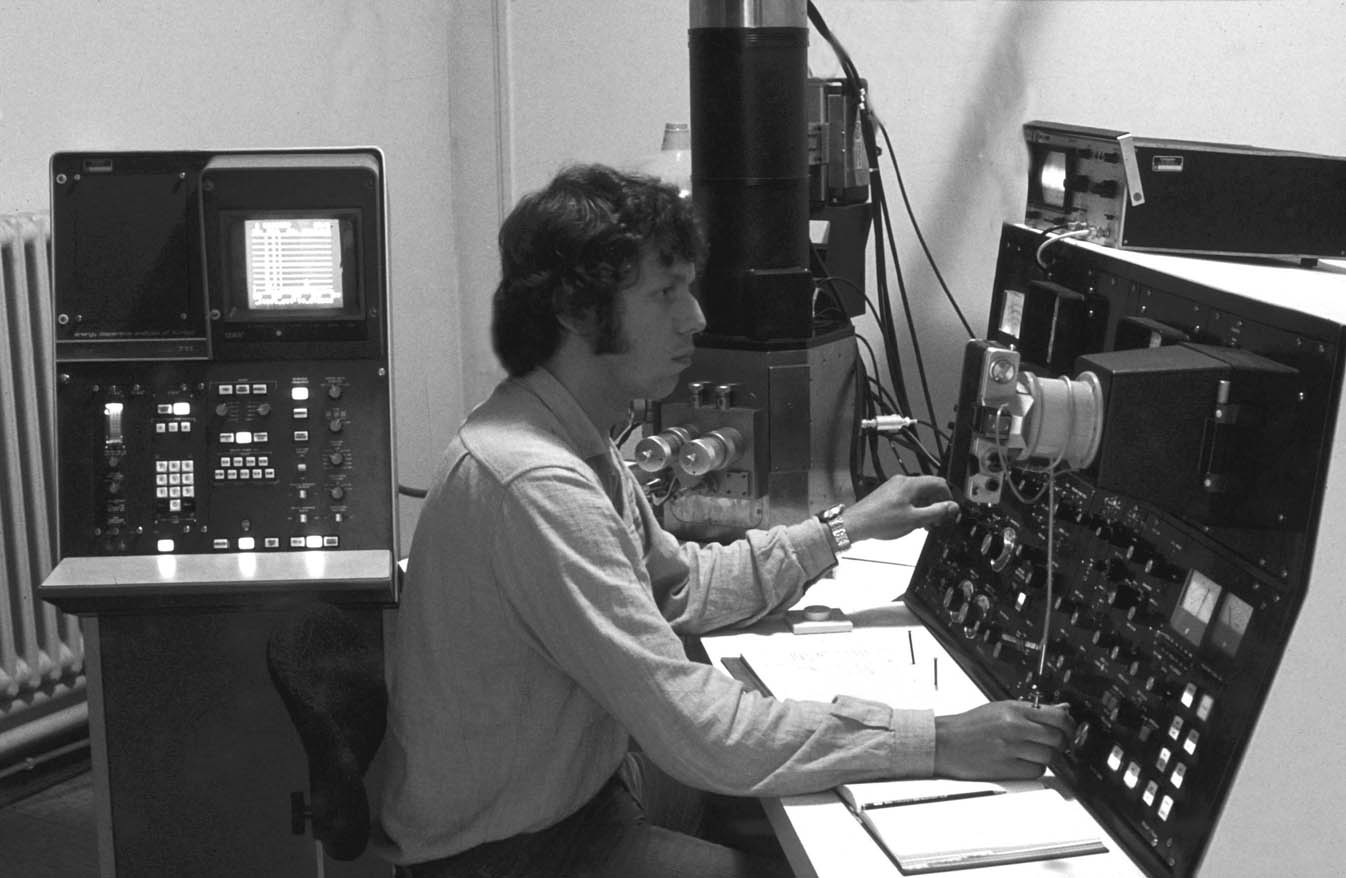
SEM（Cambridge S150）の操作風景。Geological Institute, University Kiel, 1980

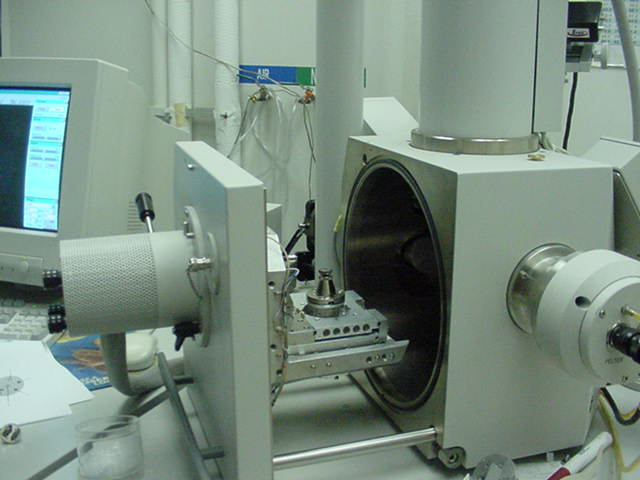
SEMの試料室。この中に試料をセットして観察する。この写真では試料室全体がオープンになっているが、高真空を維持する為に試料交換室を設け、試料の出し入れ時にも試料室の真空が保たれる構造になっているSEMもある。

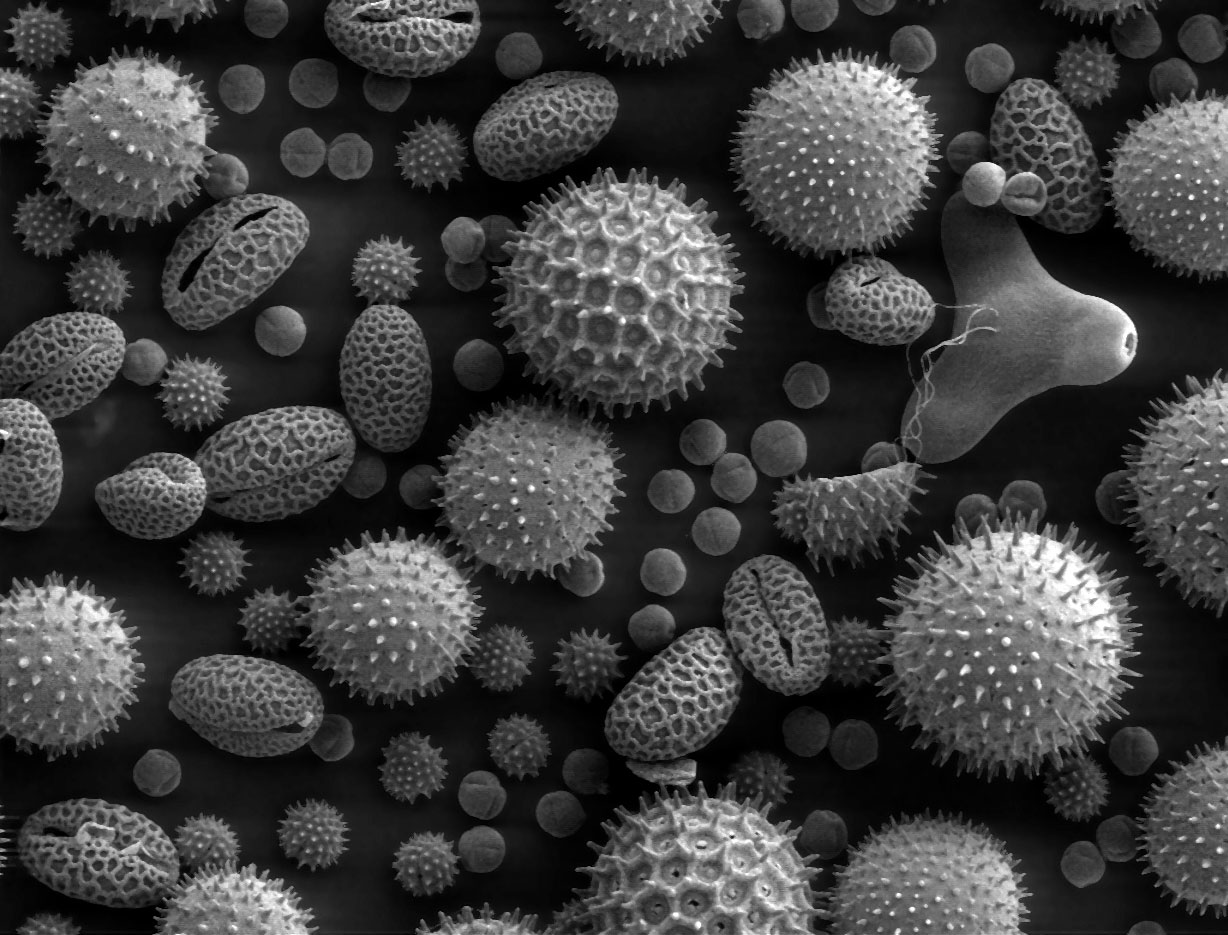
走査型電子顕微鏡で撮影された様々な植物の花粉。原図の倍率は約500倍。観察方向（ビームの入射方向）に対して垂直な面は暗く、平行な面ほど明るく見える。陰影の付き方（右上方向が明るい）は検出器の位置による。

走査型電子顕微鏡（そうさがたでんしけんびきょう、英語: scanning electron microscope、SEM）は電子顕微鏡の一種である。電子線を絞って電子ビームとして対象に照射し、対象物から放出される二次電子、反射電子（後方散乱電子、BSE）、透過電子、X線、カソードルミネッセンス（蛍光）、内部起電力等を検出する事で対象を観察する。通常は二次電子像が利用される。透過電子を利用したものはSTEM（走査型透過電子顕微鏡）と呼ばれる。
TEMでは主にサンプルの内部、SEMでは主にサンプル表面の構造を微細に観察する。

## 原理

SEMの構成。上から電子銃、電子ビーム、一次集束レンズ、スプレーアパーチャー、二次集束レンズ、偏向コイル、対物レンズ、対物レンズアパーチャー、後方散乱電子検出器、X線検出器、サンプル、二次電子検出器、真空ポンプ。

透過型のように試料全体に電子線を当てるのではなく、走査型では細い電子線で試料を走査（scan）し、電子線を当てた座標の情報から像を構築して表示する。観察試料は高真空中（10-3Pa以上）に置かれ、この表面を電界や磁界で絞った電子線（焦点直径1-100nm程度）で走査する。走査は直線的だが、走査軸を順次ずらしていくことで試料表面全体の情報を得る。

### 線源
光学顕微鏡の光源にあたるSEMの電子線源（電子銃）には幾つか方式がある。以前はタングステンヘアピンや六ホウ化ランタン(LaB6)の熱電子銃を備えたものが多かったが、現在は電界放射型（field emission、FE）のものも普及してきている。これは陰極（冷陰極）に高電圧を印加し、直下の第一陽極によって電子線を加速、続く第二陽極以降で電子線束を制御するものである。FEは熱電子銃と比較して解像度が高く高倍率での観察が可能であり、フィラメント（プローブ）の寿命が長いという利点がある。一方、低倍率観察においては、大電流が得られる熱電子銃の像質がFEを上回ることもある。FEを用いたSEMはFE-SEMなどと呼ばれる。

### レンズ
加速された電子線（0.1-30kV）は、集束レンズ（コンデンサレンズ）及び対物レンズで絞られる（レンズといっても光線が可視光ではないのでガラスレンズは用いられず、電子線に干渉できる電場や磁場を利用した電子レンズが使用される）。電子線束を制御するためのレンズには磁界型と電界型があるが、結像制御には磁界型レンズ（電磁レンズ）が用いられる。一方、収差の大きい電界型レンズ（静電レンズ）は電子線の加減速に利用される。レンズで絞られた電子線は走査コイルによって制御され、試料表面を走査していく。

### 情報の検出と画像処理
電子線が試料に当たると、二次電子の放出など様々な現象が起こる。試料から発せられるこれらの信号は検出器で検出され、光電子増倍管による増幅を経てCRTに送られる。CRTでは信号量の違いによりその輝度を変調する。TEMの場合は電子線を蛍光板に当てて蛍光を直接観察するが、SEMでは輝度変調信号の処理結果が像としてディスプレイに表示され、これを観察することになる。SEMの像表示は内部処理を経ているぶんだけ時間差があり、観察点の移動や倍率変更がタイムラグを伴うという欠点がある。逆に信号処理を調節することで、加速電圧などの観察条件を変更せずに観察像の輝度やコントラストを変えられるというメリットがある。
二次電子は等方的に発するので電界をかけて収集し、電荷量を輝度とする。画像の見え方は、入射ビームに対して垂直な面ほど輝度が低くなり、また、とがった部分ほど輝度が高くなる（エッジ効果）。

## 特徴
SEMは光学顕微鏡と比較して焦点深度が2桁以上深く、広範囲に焦点の合った立体的な像を得ることができる。観察物の外形を把握しやすい一方、対象の内部に関する情報はほとんど得られないので、これはTEMなど他の手段に頼ることになる。ただし、観察物をフリーズフラクチャ（凍結破断）法などで処理すれば、ある程度の内部観察も可能である。

## 利用
回路や半導体部品などの品質チェックの他、適切な前処理を踏むことで生体試料の観察も可能である。細胞のような導電性の低いものを高真空二次電子法で高加速電圧をかける場合、試料はあらかじめ導電性の物質（白金パラジウム、金、炭素など）でコートしておく必要がある。これは二次電子を効率良く放出させるため、試料帯電（チャージアップ）による露出オーバーと像の歪みを防ぐために電子線の余剰エネルギーを逃がし、試料表面の破損を最小限度に留めるためである。低真空反射電子法（N-SEM/WET-SEMなど）では絶縁体の観察においてもコートは必要ない。特性X線を利用した元素分析など、分析用途で用いるSEM（EPMA）でも表面コートの必要のない低真空反射電子法は好まれる。
表面の構造というのは、実のところ光学顕微鏡の苦手とするところである。普通は双眼実体顕微鏡が使われるが、倍率をあまり上げられず、解像度も低い。細かい部分は普通の光学顕微鏡で、ピントをずらしながら観察するほかなく、もし試料が不透明であれば打つ手なしである。たとえばアリの体表の毛などは、なかなか調べることが難しかった部分である。走査型電子顕微鏡を使えば、このような部分の観察が簡単であり、分野によっては分類研究等には欠かせないとまで言われるようになった。